# Lac Saint-Patrice
Lac Saint-Patrice är en sjö i Kanada.   Den ligger i regionen Outaouais och provinsen Québec, i den sydöstra delen av landet, 160 km nordväst om huvudstaden Ottawa. Lac Saint-Patrice ligger 265 meter över havet. Arean är 28,5 kvadratkilometer. Den sträcker sig 5,7 kilometer i nord-sydlig riktning, och 18,8 kilometer i öst-västlig riktning.
I omgivningarna runt Lac Saint-Patrice växer i huvudsak blandskog. Trakten runt Lac Saint-Patrice är nära nog obefolkad, med mindre än två invånare per kvadratkilometer.